# 格列米亞切 (奧斯特羅赫區)
50°22′10″N 26°25′48″E / 50.36944°N 26.43000°E
格列米亞切（烏克蘭語：Грем'яче），是烏克蘭西北部的村莊，隸屬里夫內州的里夫內區。該村始建於1556年，面積2.58平方公里，海拔高度227米，2001年人口1,100，人口密度每平方公里301.5人。